# Let Korean Air YS-11
Let Korean Air YS-11 byl vnitrostátní let letadlem NAMC YS-11 japonské výroby z Kangnungu na Mezinárodní letiště Kimpcho v Soulu. Let byl dne 11. prosince 1969 v 12:25 unesen severokorejským agentem Choem Ch'angem-hǔiem. Na palubě byli čtyři členové posádky, 46 pasažérů a Cho; 39 pasažérů se vrátilo o dva měsíce později, ale posádka a sedm dalších pasažérů zůstalo v Severní Koreji. Jižní Korea považuje tento případ za jeden z únosů provedených Severní Koreou.

## Incident
Podle výpovědí cestujících jeden z cestujících 10 minut po vzletu vstal a zamířil do kokpitu. Následně letadlo změnilo směr a připojily se k němu tři letouny Korejské lidové armády. Letadlo přistálo na letišti Wonsan v 13:18. Severokorejští vojáci následně do letadla nastoupili, zavázali cestujícím oči a nařídili jim vystoupit. Jeden z příslušníků armády USA měl být pasažérem na tomto letu, ale nakonec na poslední chvíli stihl vojenské letadlo.
Severní Korea tvrdí, že pilot změnil směr letadla dobrovolně, aby protestoval proti krokům tehdejšího prezidenta Jižní Korey Paka Čonga-huiho. Jihokorejská policie nejprve předpokládala, že kopilot s únosci spolupracoval. Noc po únosu se shromáždilo sto tisíc Jihokorejců na protest proti únosu a při shromáždění spálili podobiznu Kim Ir-sena.
Dne 25. prosince Severní Korea navrhla o únosu diskutovat. To se stalo koncem ledna 1970. Šedesát šest dnů po incidentu, 14. února 1970, KLDR propustila 39 pasažérů prostřednictvím Společné bezpečnostní oblasti, ale ponechala si letadlo, posádku a zbývající pasažéry. Podle pasažérů letu piloti nepřistáli na území Severní Koreje z vlastní vůle, ale z únosu vinili jednoho z cestujících. Jeden z cestujících tvrdí, že se navzdory rozkazu Severokorejců díval z okna letadla a viděl, jak únosce odjíždí černým sedanem. Jiný cestující tvrdil, že díky zajetí oněměl.

## Následky
Osud cestujících, kteří se nevrátili, není znám. Song Yeong-in, bývalý příslušník jihokorejské tajné služby, v roce 2008 prohlásil, že si je KLDR pravděpodobně ponechala kvůli propagandě. Oh Kil-nam, který na nějaký čas přeběhl z Jihu na Sever, prohlásil, že se potkal se dvěma letuškami a s Hwangem a Gimem (viz seznam níže), kteří měli pracovat na propagandistickém vysílání určeném pro Jih. Také prohlásil, že se od své dcery dozvěděl, že kapitán a první důstojník pracují pro korejské letectvo. Matce letušky Seong Gyeong-hui bylo v roce 2001 dovoleno navštívit svou dceru na území KLDR na základě severojižní deklarace z 15. června. Tam Seong řekla, že se stále přátelí s druhou letuškou a žijí spolu ve stejném městě. 

## Seznam nevrácených cestujících a posádky
Všichni čtyři členové posádky a sedm pasažérů se nevrátilo zpět. Věk uvedený níže odpovídá věku v době únosu.
1. Yu Byeong-ha (유병하, 38), kapitán
2. Choe Seok-man (최석만, 37), první důstojník
3. Jeong Gyeong-suk (정경숙, 24), letuška
4. Seong Gyeong-hui (성경희, 23), letuška
5. Yi Dong-gi (이동기, 49), manažer v tiskárně
6. Hwang Won (황원, 32), programový ředitel Munhwa Broadcasting Corporation (MBC)
7. Gim Bongju (김봉주, 27), kameraman MBC
8. Chae Heon-deok (채헌덕, 37), doktor
9. Im Cheol-su (임철수, 49), kancelářský pracovník
10. Jang Ki-yeong (장기영, 40), podnikatel v potravinářském průmyslu
11. Choe Jeong-ung (최정웅, 28), zaměstnanec Hankook Slate Company